# Trionymus frontalis
Trionymus frontalis är en insektsart som beskrevs av Mckenzie 1967. Trionymus frontalis ingår i släktet Trionymus och familjen ullsköldlöss. Inga underarter finns listade i Catalogue of Life.